# رافائل ارناندس
رافائل ارناندس (اسپانیایی: Rafael Hernández‎؛ ‏ ۳ اوت ۱۹۲۸ – ۷ نوامبر ۱۹۹۷) بازیگر اهل اسپانیا بود.  او پیش از ورود به سینما، موتور‌سوار پلیس شهرداری بود. حضور اتفاقی‌اش در فیلم مانولو، پلیس شهری که در سال ۱۹۵۶ ساخته شد، آغازگر کار هنری‌اش بود. این فیلم به کارگردانی رافائل جی. سالویا و با بازی مانولو موران و خولیا کبا آلبا، به همکاری پلیس نیاز داشت، و در یکی از صحنه‌ها، رافائل جوان که آن زمان ۲۸ سال داشت، در نقش خود به‌عنوان پلیس موتورسوار حضوری کوتاه داشت. آخرین فیلم سینمایی‌اش چند سال پیش از آن، در سال ۱۹۹۱ در کمدی کرم‌ها شال گردن نمی‌پوشند ساخته خاویر الورریتا بود، که در آن همان نقشی را ایفا کرد که آغازگر کارش بود: پلیس موتورسوار شهرداری. در سال ۱۹۹۳، به نیروی پلیس شهرداری بازگشت و به منطقه کازا د کامپو منتقل شد.
از فیلم‌ها یا برنامه‌های تلویزیونی که وی در آن نقش داشته‌است، می‌توان به لورنس عربستان، غول رودس، کندو، جلاد، قتل‌های خیابان مورگ، و در سال سوم، او دوباره برخاست و مردی که می‌خواست خود را بکشد اشاره کرد.